# Зарипова, Елена Николаевна
Еле́на Никола́евна Зари́пова (род. 8 ноября 1995, Москва), урождённая Дергачёва — российская хоккеистка, выступающая на позиции нападающего. В настоящее время выступает за «Торпедо». Член сборной России с 2013 по 2022 годы.

## Карьера
Первый тренер — Г. Г. Курдин, сейчас — А. В. Чистяков. Живёт в Москве и в Дмитрове. Студентка БИФК.
Начала свою карьеру в дворовой команде «Аэропорт», играла под номером 95. В 2006 году перешла в ДЮСШ № 1 «Белые медведи» (Москва). В 2013 году попробовала себя во взрослом хоккее, в составе уфимской «Агидели» завоевала бронзовые медали. В 2014 году перешла в подмосковное «Торнадо» из Дмитрова, где стала чемпионом женской лиги. Провела 29 игр заработала 50 (23+27) очков по системе гол+пас.

## Личная жизнь
Муж — хоккеист Тимур Зарипов, сэн — Эмиль.